# سمير سوني
سمير سوني (بالإنجليزية: Samir Soni)‏ هو عارض ومخرج وممثل بريطاني من أصل هندي، ولد في 29 سبتمبر 1960 في لندن في المملكة المتحدة.

## أعمال

### أفلام
- (2008) موضة
- (2018) أغنية عيد ميلادي

## وصلات خارجية
- سمير سوني على موقع IMDb (الإنجليزية)
- سمير سوني على موقع قاعدة بيانات الفيلم (الإنجليزية)